# معركة كاشغر (1933)
معركة كاشغر هي معركة حدثت في 1933 بين المسلمين الأويغور بقيادة حزب كاشغر الشاب ضد كتيبة المسلمين الموالين للحكومة الصينية. وكانت الكتيبة تتكون من الصينيين المسلمين الموالين للحكومة الصينية، حيث وقّعت الحكومة الصينية اتفاقًا سريًا مع الصينيين المسلمين من قبيلة هوي للانضمام لقوات مجموعة هان الصينية، ليساعدوهم في قتال حزب كاشغر الشاب بقيادة عبد الله بوغرا. حيث هاجمت القوات الصينية القرى ونهبوها. وقُتل القائد الأويغوري تيمور بيك بالرصاص ثم قاموا بقطع رأسه وعرضه في مسجد عيد غا. كما قُتل عدد كبير من المسلمين الأويغور يُقدر بالآلاف.
وفي 26 سبتمبر 1933 قاد توفيق باي قوة تركية ضد المسلمين الصينين الموالين للحكومة في كاشغر. واستطاعت القوات الموالية للحكومة صد الهجوم بعد قتال عنيف، وجُرح توفيق باي.